# Polesie (gmina Mielegiany)
Polesie (lit. Paliesius) – wieś na Litwie leżąca nad rzeką Konciarzyną, 3 km na wschód od Mielegian. We wsi znajdują się budynki podworskie z przełomu XVIII/XIX w.

## Historia
Wieś była znana w 1744 roku jako miejscowość w parafii w Twereczu.
W okresie międzywojennym wieś i majątek Polesie leżały w granicach II Rzeczypospolitej w gminie wiejskiej Mielegiany, w powiecie święciańskim, w województwie wileńskim.
Po agresji ZSRR na Polskę w 1939 roku wieś została zajęta przez Armię Czerwoną i włączona do BSRR, a w 1940 do LSRR. W latach 1941–1944 pod okupacją niemiecką. Następnie leżała w LSRR. Od 1991 roku w Republice Litewskiej.
W majątku urodził się powstaniec kościuszkowski i listopadowy Wincenty Bortkiewicz.

## Dwór w Polesiu
W XVII w. w Polesiu stał drewniany dwór dwuskrzydłowy należący do Tyzenhauzów. Przy Konciarzynie znajdowały się łaźnia i browar. W 1736 roku majątek nabył urzędnik inflancki Kazimierz Jan Kublicki. Nowy gospodarz wybudował ceglany dom mieszkalny, kaplicę, stajnię, lodownię, oborę i łaźnię. Kubliccy postarali się o to, aby pobliskie Mielegiany otrzymały prawa miejskie, założyli tam karczmę, a naprzeciwko – brukowany plac targowy. Rozpoczęli także budowę murowanego kościoła.
Bracia Stanisław i Adolf Kubliccy byli aktywnymi organizatorami i uczestnikami powstania styczniowego w powiecie zawilejskim. Po powstaniu zostali zmuszeni do ucieczki do Prus. W 1887 roku dwór kupił na licytacji Liubimow, a w 1900 roku został jego zarządcą. Później kontrolę nad dworem przejęła gospodyni Powarowa. Sprzedała posiadłość generałowi majorowi von Ekse; po jego śmierci wdowa Maria Dmitriewna von Ekse sprzedała dobra dworskie, a pozostałe ziemie zastawiła Wileńskiemu Bankowi Ziemskiemu. W 1921 roku właścicielem dworu został Romuald Brzeziński. Po zajęciu Polesia przez Armię Czerwoną w 1939 roku dwór został znacjonalizowany, a w 1940 roku przejęty przez kołchoz Cerkliszki. W czasach sowieckich majątek został splądrowany, a budynki dworskie i młyn wodny popadły w ruinę. W 1956 r. dwór był w złym stanie technicznym, później został rozebrany przez mieszkańców wsi.
Obecnie odrestaurowano dawny dom zarządcy, w którym znajduje się hotel i restauracja. Pozostałości obory w kształcie podkowy przykryto szklaną konstrukcją z przeznaczeniem na salę widowiskową. W odrestaurowanej oficynie umieszczono piekarnię. 